# Sweti Petar
Sweti Petar (bulgarisch Свети Петър; auch „Vogelinsel“) ist die kleinere der beiden Schwarzmeerinseln, die wenige Kilometer nördlich von Sosopol  in der Sosopol-Bucht im Golf von Burgas in Bulgarien liegen. Mit einer Fläche von 1,5 ha zählt Sweti Petar zu den kleineren der fünf Schwarzmeerinseln des Landes. Die Insel trägt den Namen des Apostels Petrus, der auf Bulgarisch Sweti Petar (bulgarisch Свети Петър; übersetzt „Heiliger Petar“) genannt wird. Unweit befindet sich die Insel Sweti Iwan.

## Geschichte
In der Antike waren die zwei Inseln noch verbunden und Teil der griechischen Stadt Apollonia. Da es keine schriftlichen Belege gibt, wird vermutet, dass ein Naturereignis die ehemalige Insel geteilt hat. Zum ersten Mal wird die Insel Sweti Petar im 19. Jahrhundert erwähnt. Archäologische Ausgrabungen in den 1980er Jahren haben die Überreste eine Kapelle aus der Zeit der Bulgarischen Wiedergeburt freigelegt.
Heute sind die Inseln Sweti Petar und Sweti Iwan Teil eines Naturschutzgebietes; über 70 Vogelarten nisten dort. Die meisten sind geschützt und stehen auf der Roten Liste Bulgariens. Auf Sweti Petar befindet sich auch die größte Kolonie von Silbermöwen in ganz Bulgarien. Das ist der Grund für den Beinamen der Insel – die „Vogelinsel“.